# آرشیو شخصی
آرشیو شخصی مجموعه‌ای از اطلاعات شخصی است که افراد برای استفاده در آینده نگهداری می‌کنند. اطلاعات شخصی، اطلاعاتی است که افراد در طول زندگی روزمره خود ایجاد، دریافت یا مدیریت می‌کنند. تاریخچه آرشیو شخصی به زمانی برمی گردد که انسان به‌طور غریزی به‌طور منظم به جمع‌آوری کتاب‌ها و مقاله‌های خود پرداخته‌است. جمع‌آوری پیشینه‌ها و رکوردهای شخصی توسط افراد با اهداف خاصی صورت گرفته‌است. بخش عمده‌ای از مخازن آرشیوی را رکوردهای شخصی و خانوادگی افراد تشکیل می‌دهد. برخی از این آرشیوها و رکوردهای شخصی به مخازن آرشیوهای عمومی راه پیدا می‌کنند. آرشیو شخصی همانند دیگر مجموعه‌های آرشیوی می‌تواند شامل کتاب‌ها، نامه‌ها، عکس‌ها، خاطرات، دست‌نوشته‌ها، مواد دیداری و شنیداری و منابع دیجیتالی مانند رایانامه‌ها و سایر مواد گردآوری شده‌ای که در طول سال‌ها اطلاعات حیاتی و منحصر به فردی از زندگی افراد یا تاریخ خانواده آن‌ها را فراهم می‌کند. 